# Mauléon-d'Armagnac
 Mauléon-d'Armagnac  là một xã thuộc tỉnh Gers trong vùng Occitanie tây nam nước Pháp. Xã này có độ cao trung bình 93 mét trên mực nước biển.